# Chan Hung Yung
Chan Hung Yung (chinesisch 陳虹蓉, Pinyin Chén Hóngróng; * 18. Februar 1990) ist eine chinesische Badmintonspielerin aus Hongkong. 

## Karriere
Chan Hung Yung stand beim Uber Cup 2008 im Team Hongkongs bei dieser Weltmeisterschaft für Damenteams und wurde dort Fünfte mit der Mannschaft. 2009 startete sie bei den Ostasienspielen. Im gleichen Jahr nahm sie an der Badminton-Weltmeisterschaft teil und wurde dort 17. im Damendoppel. Weitere Starts folgten bei der Hong Kong Super Series 2010, den Chinese Taipei Open 2011, den Macau Open 2011 und der Hong Kong Super Series 2011.